# Linda B. Hayden
 Linda Bailey Hayden  (* 4. Februar 1949 in Portsmouth (Virginia)) ist eine US-amerikanische Mathematikerin, Informatikerin und Hochschullehrerin. Sie ist spezialisiert auf Anwendungen der Mathematik in den Geowissenschaften und ist bekannt für ihre Betreuung von Minderheiten und Frauen in Naturwissenschaften, Technik, Ingenieurwesen und Mathematik. Sie ist Professorin und stellvertretende Dekanin für Mathematik und Informatik an der Elizabeth City State University.

## Leben und Werk
Bailey Hayden war die Tochter von Linwood Copeland, Sr. und Sarah Vaughn Bailey und besuchte die Portsmouth Public Schools für ihre Grund- und Sekundarschulbildung. Nach ihrem Abschluss an der I. C. Norcom High School in Portsmouth besuchte sie die Virginia State University und erwarb 1970 den Bachelor-Abschluss in Mathematik und Physik. 1972 erhielt sie ihren Master-Abschluss in Mathematik und Pädagogik von der University of Cincinnati und war anschließend bis 1976 Assistenzprofessorin für Mathematik an der Kentucky State University. Sie war dann Assistenzprofessorin an der Norfolk State University und wurde 1980 als außerordentliche Professorin für Informatik an die Elizabeth City State University (ECSU) berufen. Dort gründete und leitete sie das Center of Excellence in Remote Sensing Education and Research (CERSER). 1983 erhielt sie ihren Master-Abschluss in Informatik an der Old Dominion University. Von 1985 bis 1988 war sie Assistant Professor of Computer Science an der American University. 1988 promovierte sie an der American University in Mathematik und Pädagogik bei Mary W. Gray mit der Dissertation: The Impact of an Intervention Program for High Ability Minority Students on Rates of High School Graduation, College enrollment and Choice of a Quantitative Major. Anschließend lehrte sie bis 1989 als Associate Professor of Computer Science an der University of the District of Columbia und ab 1989 war sie Professor of Computer Science an der Elizabeth City State University.
Hayden war Gründungsmitglied und später Präsidentin des Eastern North Carolina Chapter der Geosciences and Remote Sensing Society (GRSS). Sie ist verheiratet mit Lee V. Hayden Jr., mit dem sie einen Sohn hat.

## Auszeichnungen
- 2003:  Presidential Award for Excellence in Science, Mathematics and Engineering Mentoring (PAESMEM).
- Emerald Honours for Educational Leadership, US Black Engineer Magazine
- Benennung eines ehemaligen Schelfeis in der Antarktis vom US-Advisory Committee on Antarctic Names (ACAN) Board of Geographic Names (BGN) nach ihrer Elizabeth City State University